# Hans-Georg von Seidel

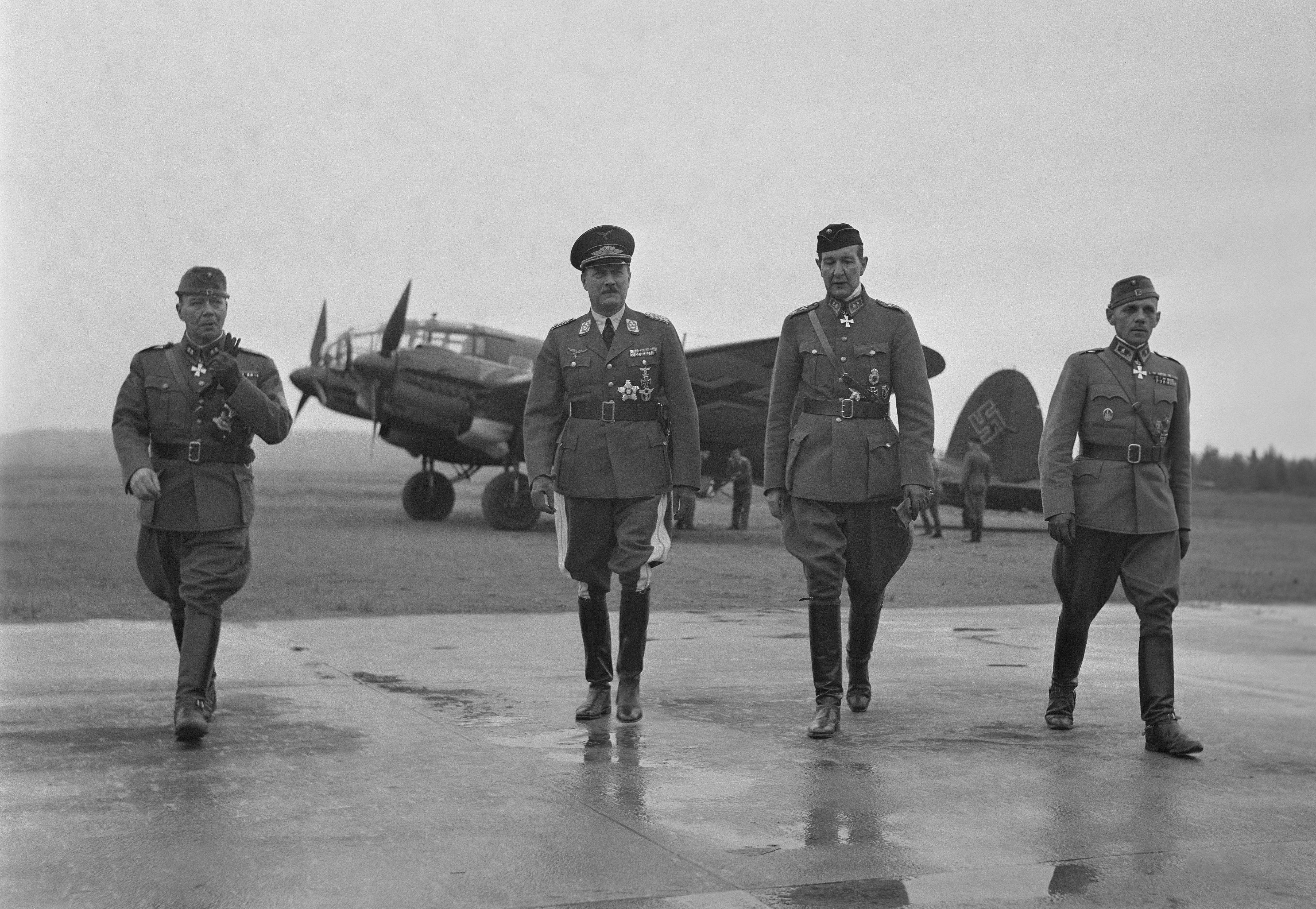
Von Seidel (2.v.l.) mit General Malmberg und finnischen Offizieren am 4. Juni 1942 auf dem Flugplatz Immola

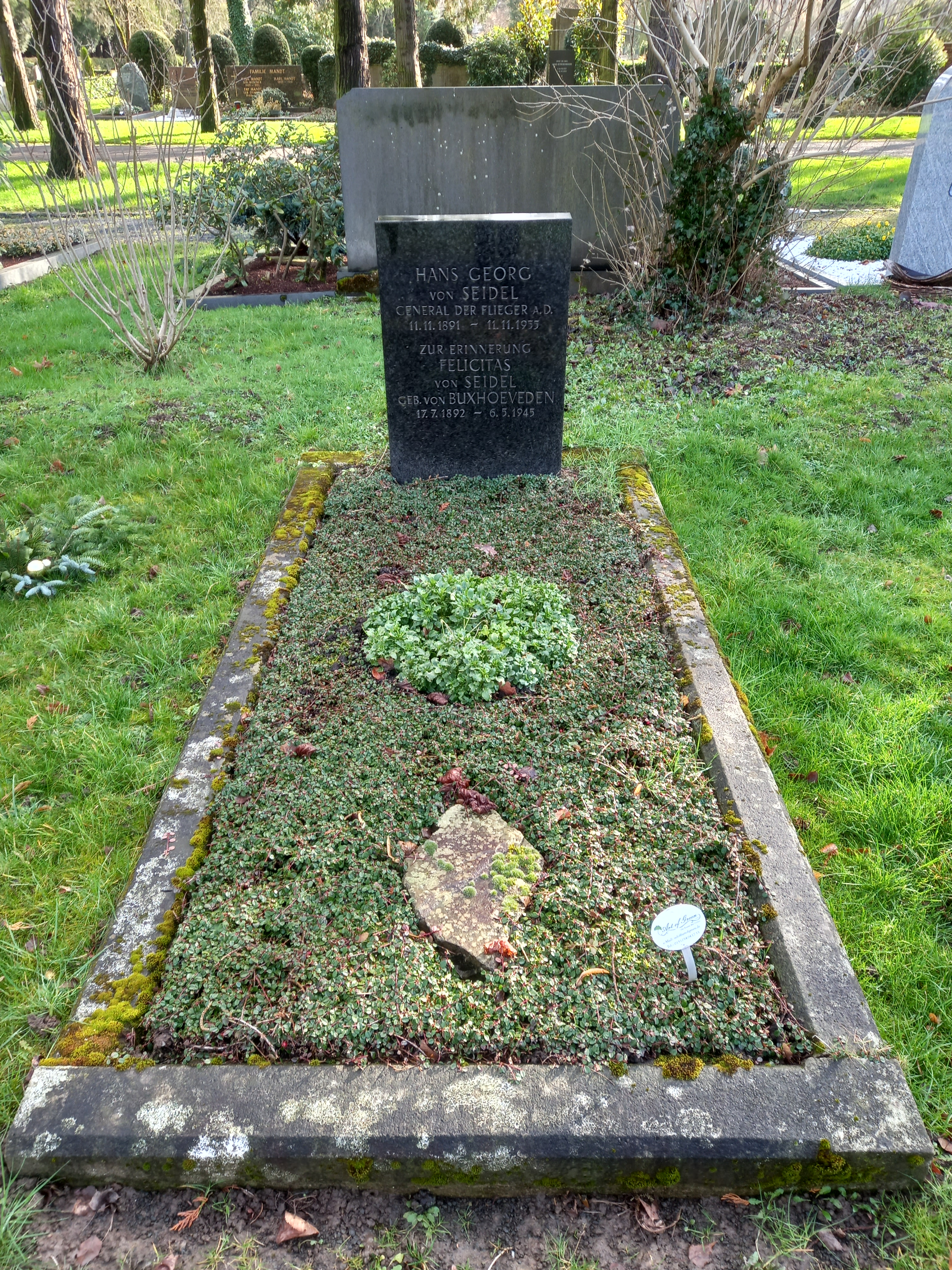
Das Grab von Hans-Georg von Seidel auf dem Zentralfriedhof Bad Godesberg in Bonn

Hans-Georg von Seidel (* 11. November 1891 in Diedersdorf; † 10. November 1955 in Bad Godesberg) diente im Ersten Weltkrieg als Heeresoffizier und trug als Luftwaffenoffizier im Zweiten Weltkrieg zuletzt den Dienstgrad General der Flieger.

## Leben
Von Seidel trat am 18. März 1910 in die preußische Armee ein, wurde am 18. August 1911 zum Leutnant befördert, diente als Offizier während des Ersten Weltkriegs zuletzt im Dienstgrad Rittmeister und danach bis zu seiner Entlassung aus dem aktiven Dienstverhältnis am 26. April 1920 im Dienstgrad Hauptmann i. G.
Im Mai 1934 trat er als Major i. G. wieder in die Streitkräfte ein, dieses Mal beim Reichsluftfahrtministerium der Luftwaffe. Von August bis Oktober 1935 erfolgte an der Fliegerschule Braunschweig und der Kampffliegerschule Jüterbog die Ausbildung zum Luftraumbeobachter, im Dezember desselben Jahres die Versetzung auf den Dienstposten als Abteilungsleiter in den Generalstab der Luftwaffe, auf dem er zum Oberstleutnant befördert wurde. Im März 1937 trat er die Verwendung als Kommandeur der Aufklärungsgruppe 12 und Kommandant des Fliegerhorsts Stargard-Klützow an. In der Folgeverwendung als Generalquartiermeister der Luftwaffe vom 16. April 1938 bis zum 30. Juni 1944 erfolgten die Beförderungen zum Oberst, Generalmajor, Generalleutnant und General der Flieger. Von Juli 1944 bis Februar 1945 war er Oberbefehlshaber der Luftflotte 10. Die Versetzung zur Führerreserve beim Oberkommando der Luftwaffe erfolgte Ende Februar des letzten Kriegsjahres. 
Von Seidel geriet am 5. Mai 1945 in Oberaudorf in US-amerikanische Kriegsgefangenschaft und wurde am 17. Mai den Briten übergeben. 1948 wurde er aus der Kriegsgefangenschaft entlassen.
Von Juli 1955 bis zu seinem Tode war er Mitglied des Personalgutachterausschusses für die neue Bundeswehr. 
Nach ihm war von 1965 bis 2012 die General-von-Seidel-Kaserne in Trier benannt.

## Auszeichnungen
- Eisernes Kreuz (1914) II. und I. Klasse
- Wehrmacht-Dienstauszeichnung IV. und III. Klasse
- Medaille zur Erinnerung an den 1. Oktober 1938 mit Spange “Prager Burg”
- Medaille zur Erinnerung an die Heimkehr des Memellandes
- Spange zum Eisernen Kreuz II. und I. Klasse
- Gemeinsames Flugzeugführer- und Beobachterabzeichen
- Kriegsverdienstkreuz (1939) II. und I. Klasse mit Schwertern
- Stern von Rumänien Großoffizierskreuz mit Schwertern am 23. Dezember 1941 (Royal Decree No. 3517)
- Finnischer Orden des Freiheitskreuzes I. Klasse mit Eichenlaub und Schwertern am 31. März 1943
- Ritterkreuz des Kriegsverdienstkreuz mit Schwertern am 20. Juli 1944